# Manganime a la Xina
El Manganime a la Xina és un fet cultural important des de finals del segle xx. Els primers territoris sinoparlants on va arribar el còmic japonés i l'anime foren Taiwan i Hong Kong, però arran de la reforma econòmica xinesa, la Xina continental ha esdevingut el principal mercat estranger del còmic japonés, amb més de 500 milions de lectors a finals de la dècada del 2010. Entre els factors que expliquen la popularitat de la ficció japonesa a la Xina, s'hi troben la semblança cultural entre els països, amb plataformes com Bilibili amb 100 milions d'usuaris mensuals.
L'animació japonesa ha sigut la preferida del públic xinés des de l'inici del segle XXI. En una enquesta de l'any 2004, 9 de les 10 sèries de dibuixos animats preferides eren japoneses, sent la restant Tom i Jerry. D'entre les 50 preferides, 33 eren japoneses.
Tot i que els caracters per a les paraules Manga (còmic japonés) i Manhua (còmic xinés) siguen els mateixos, es tracta de dos fenòmens diferents però on el primer ha influït en el segon.

## Orígens
Les edicions pirates de manga japonés daten de la dècada del 1960, en un moment en què es feien a Taiwan i sols arribaven a Hong Kong. La popularitat del manga a Hong Kong influí als artistes locals. Els primers còmics pirata aparéixen a Taiwan a partir del 1966, quan el govern del Guomindang promulga una nova llei de censura de material juvenil que provocà que el material japonés es començara a distribuir il·legalment. El 1976, una editorial aconsegueix que un manga pirata passe la censura, ja que el material aparentment local no era jutjat d'una manera tan severa com l'importat directament des de l'estranger. Aleshores començaria el daoban shidai o període pirata, on el material passava la censura si se sinificaven els noms i es cobrien pits i escenes més violentes.
La primera sèrie d'anime en emetre's a la Xina continental fou Astroboy, emesa a la CCTV el 1978. Com que les sèries de televisió es podien emetre sense pagar drets d'autor, prompte les televisions emeteren moltes sèries d'anime, la majoria amb doblatge de Taiwan o Hong Kong. En el cas del manga, les traduccions de còmic japonés eren més estranyes, i no es popularitzarien fins a la dècada del 1990. Entre les primeres sèries de manga en publicar-se a la República Popular, hi trobem Doraemon.
La primera sèrie shojo publicada al país fou Ōuke no Monshō, i a banda de Doraemon, sèries shonen com Saint Seiya, Bola de Drac, Ranma 1/2 o Slam Dunk foren grans èxits.

## Període pirata
A principis dels anys 1990, les empreses japoneses no estaven interessades en llicenciar material a la Xina, per la qual cosa era relativament senzill fer tirades pirates. La popularització de les sèries d'anime, especialment Saint Seiya, van mostrar que hi havia mercat per a una publicació de manga.
A la gran popularitat del manga japonés, li van ajudar les edicions pirates a baix cost fetes per editorials com Tong Li, a Taiwan, que tenia un sistema de copyright semblant al de la República Popular, i la Sichuan Xiwang Shudian. La popularitat del manga és especialment forta a mitjans de la dècada del 1990, gràcies a publicacions pirates com Huashu Dawang, on apareixen els primers autors de Xin Manhua, el nou estil de còmic influenciat per la narrativa nipona. El baix cost de les publicacions tingueren un paper en la popularització del manga i del xin manhua, ja que Huashu Dawang, a més de sèries japoneses, també publicava obres locals.
El pioner de l'edició de manga pirata fou Zhou Liuyan, mitjançant l'empresa Sichuan Xiwang Shudian. Publicaven els llibres baix el paraigua d'una editorial legal, Ningxia Renmin Chubanshe, esdevenint l'editora més important de manga pirata. L'editorial, dedicada a llibres de belles arts i fotografia, començà el 1991 a publicar manga pirata amb la sèrie Fūma no Kojirō. Tot i això, el gran èxit de la companyia fou Saint Seiya, amb sis milions d'exemplars venuts. L'èxit es va deure a l'emissió de l'anime per la televisió Guangzhou TV, que seria replicada per unes 200 emissores arreu del país. Es publicaren sèries com Bola de Drac, City Hunter, Ranma 1/2 o Sailor Moon pel conegut com segon canal de distribució de llibres, reservat a empreses privades. Tanmateix, baix el paraigua de Ningxia Renmin Chubanshe, també es distribuí pel canal reservat a les empreses estatals, i Zhou Liuyan també elaborà un tercer canal de venda per correu.
El seu èxit radicava en el baix preus de les produccions, amb estratègies com dividir els manga en volums més menuts que els originals per a poder vendre'ls a menor cost. Com que van continuar publicant còmic pirata després del 1992, quan la República Popular signa la Convenció de Berna, l'editorial, juntament amb Huashu Dawang, va desaparèixer l'estiu del 1994 arran de les denúncies de les editorials japoneses, que ja estaven interessades en llicenciar material al país. Tres anys després, Ningxia Renmin Chubanshe perd la llicència per a publicar llibres en conseqüència pel mateix fet. A causa de la potent distribució, Ningxia Renmin Chubanshe roman com una peça de la memòria col·lectiva d'aquells que llegien manga a mitjans dels noranta. Altres editorials que distribuïren manga pirata foren Huaqiao Chubanshe i Yuanfang Chubanshe.
Un altre mercat pirata important fou el dels DVD amb capítols d'anime i CD de música de sèries, que sorgeix a finals de la dècada del 1990 amb la popularització de les gravadores de CD, i que desapareixeria a principis del segle XXI amb la popularització d'internet. A partir d'aquell moment es desenvolupa una cultura del fansub.
La gran presència d'animació japonesa en la televisió de la Xina a partir de la dècada del 1990 també influí estèticament en la indústria de l'animació local. La influència japonesa i els fets de Tiananmen provocaren un major interés de les autoritats en els continguts audiovisuals, però no va reduir la quantitat d'anime japonés emés per televisió, fins que a mitjans de la dècada dels 2000 es limita la quantitat de programes estrangers al 40% de la programació televisada.
Amb el tancament de les editorials pirates, el govern de la República Popular llançà el 1995 el Projecte 5155, amb l'objectiu d'impulsar la indústria nacional del dongman. També en aquells anys, es confisquen uns 40 milions de còpies pirata de sèries animades, suposant que unes 300 sèries poc sanes deixen de publicar-se. Entre aquelles sèries poc sanes hi trobem el yaoi, ja que la ficció homosexual va entrar al país mitjançant el manga, sent Zetsuai 1989 el primer exemple d'èxit. A la Xina s'ha desenvolupat un subgènere propi, el danmei.

## Projecte 5155
Va aparéixer en un moment en què l'anime japonés tenia una forta presència al país i l'animació xinesa es trobava en crisi. Va suposar una regulació de la indústria del dongman i el manganime, així com la limitació de les edicions pirates del manga japonés, que dominaven el mercat intern de còmic.
Va comportar la creació de publicacions dedicades al manhua xinés, entre d'altres iniciatives que tenien per finalitat crear un mercat per a animació televisiva local. L'objectiu del projecte era establir cinc editorials, que crearien quinze publicacions sobre còmic i animació general, i cinc revistes de manhua amb contingut original creat al país. Les cinc publicacions de còmics que es van crear (Zhongguo Katong, Beijing Katong, Shaonian Manhua, Manhua Dawang i Katong Xianfeng) van ser molt influents en el mercat de manga xinés, i el desenvolupament del manhua. A més, van omplir el buit que deixava Huashu Dawang.
La influència de les publicacions en el desenvolupament del xin manhua s'explica pel fet que les revistes, amb material japonés molt atractiu, servien de trampolí per als artistes locals. D'altra banda, amb la nova llei es controlava la quantitat de material estranger que es publicava, deixant espai per al desenvolupament de l'escena pròpia.
La iniciativa també va permetre un major control sobre el tipus de contingut que es publicava al país, limitant aquell considerat perillós per a les normes socials xineses, com les descripcions d'amor i sexe adolescent. El 2015, el govern va prohibir sèries com Death Note en considerar-les danyines per a la moral pública.

## Segle XXI
Tot i l'èxit a l'hora de crear una indústria legítima de manga i anime llicenciat, la majoria del marxandatge que es ven al país a la dècada del 2010 era pirata. Entre les raons, hi ha l'alt cost relatiu dels productes importats des del Japó. L'any 2018, el mercat del manganime a la Xina generava uns 26.400 milions de dòlars, 171.200 milions de renminbi, incloent produccions japoneses i de dongman. En comparació, una dècada abans els productors japonesos valoraven l'anime piratejat al país pels volts dels 19.000 milions de dòlars.